# Vaja Agayev
Vaja Abúyevich Agayev (en ruso: Ваха Абуевич Агаев; Kyzylorda, 15 de marzo de 1953 - 23 de septiembre de 2020) fue un empresario y político ruso, diputado de la Duma Estatal de la Federación de Rusia de las VI y VII convocatorias.

## Primeros años
En 1977 se graduó en la Facultad de Historia de la Universidad Estatal de Chechenia, en 1985 se graduó en la Facultad de Economía del Instituto Cooperativo de Moscú Tsentrosoyuz. Desde 1981 es miembro del Partido Comunista de la Unión Soviética y en 1998 creó y dirigió LLC Yug-Nefteprodukt.

## Carrera política
Desde el 4 de diciembre de 2011 fue Diputado de la Duma Estatal de Rusia de la VI convocatoria (elegido como parte de la lista federal de candidatos del Partido Comunista de la Federación Rusa, un grupo regional del Territorio de Krasnoyarsk) y  miembro de la facción del Partido Comunista de la Federación Rusa, Vicepresidente del Comité de Asuntos de Propiedad de la Duma Estatal.
Durante su mandato de la Duma Estatal de las VI y VII convocatorias, fue coautor de 42 iniciativas legislativas y enmiendas a proyectos de leyes federales.
En 2016, fue elegido miembro de la Duma Estatal de Rusia de la VII convocatoria (como parte de la parte federal de la lista federal del Partido Comunista de la Federación de Rusia).

## Vida personal
Tuvo dos hijos, entre ellos a Bekjan Vajáyevich Agayev, quien es diputado de la Duma Estatal de la VI convocatoria del partido "Rusia Unida".
Vaja Abúyevich Agayev falleció de coronavirus el 23 de septiembre de 2020 a los 67 años.